# 4K Animation
Die 4K Animation GmbH war ein Zeichentrickstudio mit Sitz in Berlin. Die Gesellschaft entwickelte und produzierte digitale Spezialeffekte als 2D- und 3D-Animation für Film und Fernsehen. 2D-Produktionen betreffen zweidimensionale Flächen, die herkömmlich mit Stift und Papier gezeichnet und 3D-Animationen mit Hilfe des Computers dreidimensional körperlich hergestellt und als Computer Generated Imagery (CGI) bezeichnet werden.

## Geschichte
Das Unternehmen wurde im September 2000 von Stephan Lethaus, Bernd Mittelhockamp, Daniel Binder, Robert Zwirner und Jan Schmidtgen in Berlin-Mitte gegründet. Der Firmenname 4K entstand in Anlehnung an die zur Zeit der Unternehmensgründung bei der Produktion von Kinofilmen genutzte Auflösung von 4096 Zeilen pro Bild (4K) und symbolisierte damit die höchstmögliche Qualität.
Das Unternehmen konzentrierte sich auf die Entwicklung und Produktion von innovativen digitalen Spezialeffekten und 3D-Charakteranimationen für Film- und Fernsehproduktionen. Die Umsetzung übernahmen Animationsspezialisten, die langjährige Erfahrungen und umfassendes technisches Know-how auf dem Gebiet der Computergrafik und Programmierung für Film, Fernsehen und Werbung haben. Die Fachsprache bezeichnet dies als 2D, 3D, Animation, VFX, Flash, Compositing, Editing und Storyboard.
Angeboten wurden branchenspezifische Dienstleistungen in der Pre-Production-Phase von Filmen, wie Scripting, Konzeption und Storyboards. Weitere Dienstleistungen waren Aufsicht am Set der Filmproduktion, 3D-Charakter-Animation, digitale Spezialeffekte und Compositing für klassische Postproduktion. 4K betreute Kunden sowohl national als auch international.
Im Jahr 2008 war die 4K Animation GmbH volumenmäßig Deutschlands größter Hersteller von Animation in Deutschland und gehörte zu den umsatzstärksten Unternehmen ihrer Branche. Zeitweise arbeiteten bis zu 200 Mitarbeiter an den Standorten Berlin, London und Chennai (Indien).
Das Unternehmen betreute große Film-, Fernseh- und TV-Produktionen, wie Das Traumschiff (TV-Serie), SOKO Leipzig (TV-Serie), Team Deutschland (TV-Serie), FruchtTiger (TV-Commercial), Bibi Blocksberg (TV-Commercial), Benjamin Blümchen (TV-Commercial), Marvi Hämmer präsentiert National Geographic World (TV-Serie), Berlin, Berlin (TV-Serie) oder Lexx – The Dark Zone (TV-Serie).
2009 verkauften Bernd Mittelhockamp, Daniel Binder und Robert Zwirner ihre Geschäftsanteile an Stephan Lethaus und Jan Schmidtgen, die die Gesellschaft weiterführten. Die Firma gab die Firmenräume in der Oranienburger Straße 38 in Berlin-Mitte auf und zog auf die südliche Seite der Spree direkt an den Köllnischen Park. Die ehemaligen Firmenräume in der Oranienburger Straße wurden umgebaut und beherbergen heute das Hotel am Scheunenviertel. Im Jahr 2012 zog sich auch Stephan Lethaus aus der Geschäftsführung zurück, um sich auf sein Projekt Melmao, ein Internetportal für Kinder, zu konzentrieren. Seitdem führte Jan Schmidtgen die Gesellschaft als alleiniger Geschäftsführer. Neben ihm war Frank Govaere mit an Bord, der als Animation Director und Supervisor die Produktionen betreut.
Im September 2016 schloss Jan Schmidtgen das Unternehmen und meldete es ab, um sich voll neuen Aufgaben widmen zu können.

## Filmografie

### TV-Serien (Auswahl)
- Das Traumschiff
- Bella Block
- SOKO Leipzig
- Stubbe – Von Fall zu Fall
- Spreewaldkrimi: Die Tränen der Fische
- Ein Fall für TKKG
- Lexx – The Dark Zone
- Berlin, Berlin
- Marvi Hämmer präsentiert National Geographic World

### Fernsehfilme (Auswahl)
- Und alle haben geschwiegen
- Der Mann, der alles kann
- Masserberg
- Manatu – Nur die Wahrheit rettet Dich
- Ein Kuckuckskind der Liebe
- The Cave

### Kino (Auswahl)
- Free Rainer – Dein Fernseher lügt
- Werner – Eiskalt!
- Die Abrafaxe – Unter schwarzer Flagge

### Werbung (Auswahl)
- Sprite
- Schmidt Spiele
- Pneu Egger
- Migros
- Elea Eluanda
- Kniffel
- Ligretto

### Print
- National Geographic World